# Gottröra norr
Gottröra norr är en ny bebyggelse strax norr om Gottröra kyrka i Norrtälje kommun. Vid SCB;s ortsavgränsning 2020 klassades bebyggelsen som en småort.